# Zygmunt Tymków
Zygmunt Tymków (ur. 2 maja 1883 w Mościskach, zm. 21 czerwca 1945) – podpułkownik geograf Wojska Polskiego.

## Życiorys
Zygmunt Tymków urodził się 2 maja 1883 w Mościskach.
Po zakończeniu I wojny światowej został przyjęty do Wojska Polskiego. Został awansowany na stopień majora w korpusie oficerów geografów ze starszeństwem z dniem 1 czerwca 1919. W utworzonym w 1919 Wojskowym Instytucie Geograficznym objął stanowisko szefa zakładu Reprodukcyjnego, a po reorganizacji w 1921 pełnił początkowo funkcję szefa referatu reprodukcyjnego w Wydziale Kartograficznym. Został awansowany na stopień podpułkownika ze starszeństwem z dniem 15 sierpnia 1924. W późniejszyczasie został przeniesiony w stan spoczynku i pod koniec lat 20. zamieszkiwał w Warszawie.
Po wybuchu II wojny światowej 1939 i kampanii wrześniowej został aresztowany przez sowietów, po czym odzyskał wolność. Zmarł 21 czerwca 1945. Został pochowany na cmentarzu ormiańskim w Isfahanie na obszarze Iranu (miejsce 2.24). 